# Oscar Stribolt

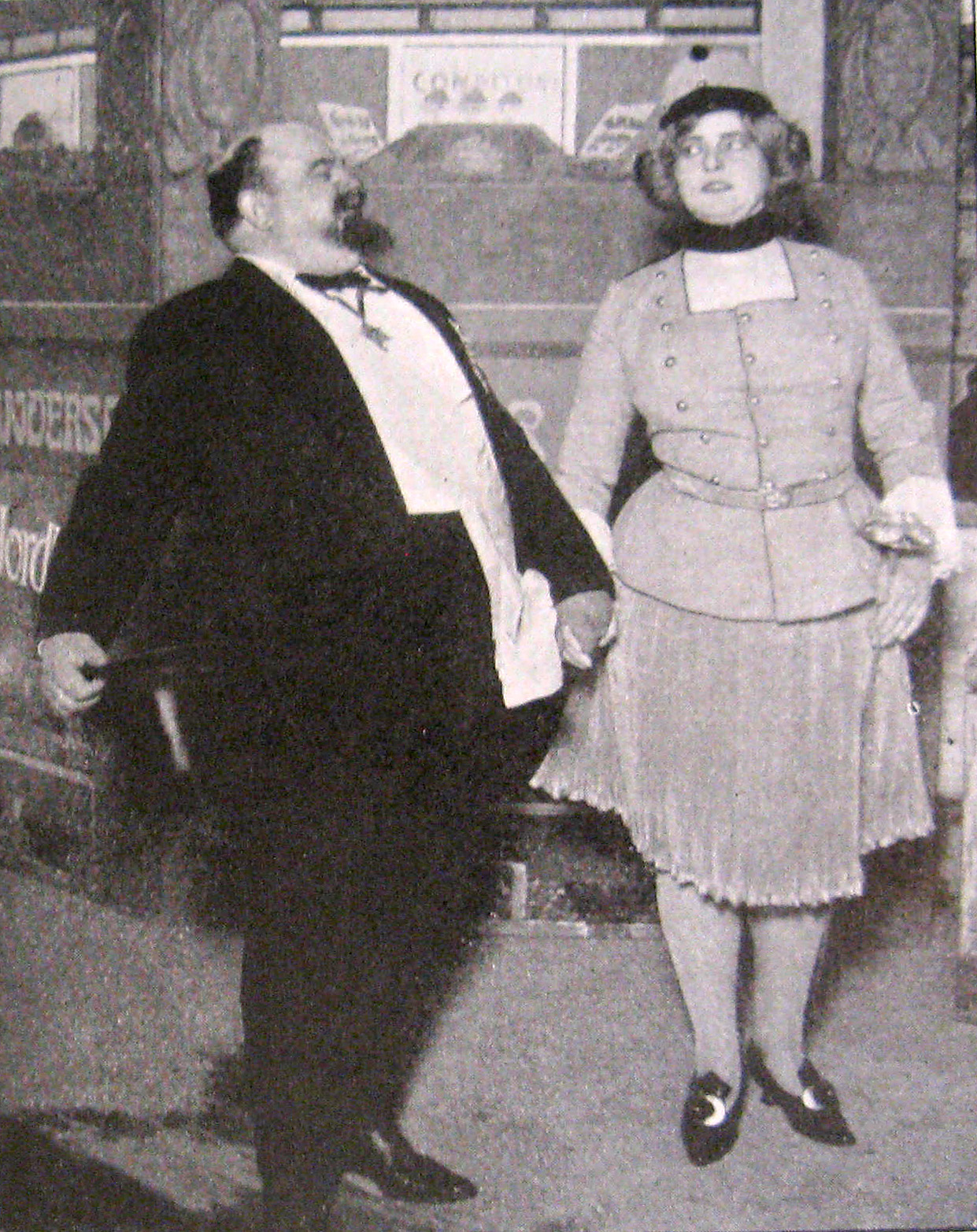
Oscar Stribolt und Viktoria Petersen in Sommerrevyen von 1909

Peter Oscar Stribolt (* 12. Februar 1873 in Kopenhagen; † 20. Mai 1927 in Frederiksberg) war ein dänischer Schauspieler, Sänger und Regisseur.

## Biografie
Stribolt war ursprünglich ein gelernter Schmied. Durch seine gute Gesangstimme kam er in Kontakt zum Theater, wo er zunächst als Sänger und Kleindarsteller auftrat. Er debütierte 1893 im Nørrebros Teater. Nach einigen Auftritten bekam er ab 1902 feste Engagements im Sønderbros Teater, im Central Teatret und 1913 im Scala-Teatret. In seiner Zeit war Stribolt ein beliebter populärer Varietéschauspieler, der in unzähligen Revuen und Theaterstücken Auftritte hatte, viele zusammen mit der Sängerin und Schauspielerin Olga Svendsen als Schauspielerpaar.
Sein Filmdebüt gab er 1908 bei Nordisk Film. Er wurde zu einem der gefragtesten und produktivsten Schauspieler im dänischen Stummfilm. Aufgrund seiner korpulenten Statur und seinem großen Körpergewicht sowie seiner heiteren Stimmung wurde er sehr oft in verschiedenen komischen Rollen als Schauspieler eingesetzt, wie z. B. als urkomischer Kellner oder Gastwirt. Bei dem dänischen Regisseur Lau Lauritzen senior war Stribolt ein Teil von dessen Komiker- und Komödien-Schauspielertruppe, mit der er sehr viele Auftritte in vielen humorvollen Rollen – wie unter anderem in den Filmen zu Pat & Patachon (Fy & Bi) – hatte. Stribolt wirkte in mehr als 70 Filmen von Lauritzen senior mit. Als Schauspieler wirkte er insgesamt bei 146 hauptsächlich dänischen Filmen mit, vier schwedische und den deutschen Film Dr. Mabuse, der Spieler eingeschlossen. Als Regisseur führte er bei drei Filmen von Nordisk Film die Regie.
Oscar Stribolt heiratete am 12. März 1898 die Schauspielerin Anna Jensine Dagmar Petersen. Er starb am 20. Mai 1927 und wurde auf dem Solbjerg-Friedhof (Solbjerg Parkkirkegård) in Frederiksberg beigesetzt.

## Filmografie

### Schauspieler
- 1908: Barn i Kirke
- 1908: De fire Kærester
- 1908: Kaliffens Æventyr
- 1908: Vildmanden
- 1908: Havkongens Datter
- 1908: Stativerne paa Morgenkommers
- 1909: Wenn der Teufel im Spiel ist (Naar Djævle er paa Spil)
- 1909: Faldgruben
- 1910: Meyer og Frue paa Lystrejse
- 1910: Elverhøj
- 1910: Abgründe (Afgrunden)
- 1910: Kean als Gastwirt und Geschäftsführer
- 1910: Lattermaskinen
- 1910: Ølkuskens Drøm
- 1910: Oscar Stribolt als Jäger
- 1910: København ved Nat
- 1911: Det gale Pensionat
- 1911: Manicuredamen med det store Hjærte
- 1911: Den afbrudte Bryllupsnat
- 1911: Herr och fru Mommesen på skogsutflykt
- 1912: Badets Dronning
- 1912: En Hjemkomst
- 1912: De uheldige Friere
- 1912: Broder och syster
- 1912: Oscar Stribolt som Vidunderbarn
- 1912: Hotellets nye Skopudser
- 1912: Brudegaven
- 1912: Et moderne Ægteskab
- 1912: Unge Pigers Værn
- 1912: Du skal ikke solde
- 1912: Oscar Stribolts Julegave
- 1912: Kærlighed og Penge
- 1912: Lumpacivagabundus
- 1913: Prins for en Dag
- 1913: Grossererens Overordnede
- 1913: Ægteskabets tornefulde Vej
- 1913: Kæmpedamens Bortførelse
- 1913: Styrmandens sidste Fart
- 1913: En Skipperløgn
- 1913: Festforestilling i Snolderød
- 1913: Sladder
- 1913: Den gamle Majors Ungdomskærlighed
- 1913: Ramasjang i Kantonnementet
- 1913: Dobbeltgængeren
- 1913: Instruktør
- 1913: Troskabsvædsken
- 1913: Fem Kopier
- 1913: Den fremmede Tjener
- 1913: En nydelig Ægtemand
- 1913: Kvindehadernes Fald
- 1914: Eventyrersken
- 1914: De besejrede Pebersvende
- 1914: Svindlere
- 1914: Snustobaksdaasen
- 1914: Stemmeretskvinden
- 1915: En slem Dreng
- 1915: En Vandgang
- 1915: Kærlighed pr. Flytteomnibus
- 1915: Alle Kneb gælder
- 1915: To Mand frem for en Enke
- 1915: Hjertefejlen
- 1915: Tyvepak
- 1915: Spøgelsestyven
- 1915: Susanne paa Eventyr
- 1915: Kampen om Barnet
- 1915: Kong Bukseløs
- 1915: Familien Pille som Spejdere
- 1915: Kærlighedens Firkløver
- 1915: Susanne i Badet
- 1915: Ungkarl og Ægtemand
- 1915: Tre om Een
- 1915: Et Haremsæventyr
- 1915: Stribolt paa Kærlighedsstien
- 1915: Hvem var hun?
- 1915: En moderne Don Juan
- 1915: Flyttedags-Kvaler
- 1916: Manden uden Fremtid
- 1916: Paraplyen
- 1916: Don Juans Overmand
- 1916: Herr og fru Mommesen på skogsutflykt
- 1916: Malkepigekomtessen
- 1916: Den værdifulde Husassistent
- 1916: Eventyr paa Fodrejsen
- 1916: En skindød Ægtemand
- 1916: Hønseministerens Besøg
- 1915: Det bertillonske System
- 1916: Sommer-Kærlighed
- 1916: Arvetanten
- 1917: Hjertekrigen paa Ravnsholt
- 1917: Ung og forelsket
- 1917: Amors Hjælpetropper
- 1917: Den megen Kærlighed
- 1918: Dydsdragonen
- 1918: Ansigtet i Floden
- 1918: Damernes Ridder
- 1918: Ægteskabshaderne
- 1918: Naar man er ung og forelsket
- 1918: Hendes Hjertes Ridder
- 1918: Luksuschaufføren
- 1918: Kærlighed og Pædagogik
- 1918: Brændt a‘
- 1918: Mandens Overmand
- 1919: Godsejeren
- 1919: Mesterdetektiverne
- 1919: Nalles Børnehave
- 1919: Den Sømand han maa lide
- 1919: Skruebrækkeren
- 1919: Livsforsikringsagenten
- 1919: Har været med et Brev i Postkassen
- 1919: Manden, der gøer
- 1919: Bægersvingeren
- 1019: Kærlighed og Kontanter
- 1920: En Sølvbryllupsdag
- 1920: Hans bedre Halvdel
- 1920: Frøken Larsens Karriere
- 1920: Evas Forlovelse
- 1920: Det levende Hittegods
- 1921: Film, Flirt und Verlobung (Film, Flirt og Forlovelse)
- 1921: De livlige Statuer
- 1921: Metode i Galskaben
- 1921: Kärlek och hypnotism
- 1922: Hexen (Häxan)
- 1922: Hans Kones Mand
- 1922: Sol, Sommer og Studiner
- 1922: Die Braut aus Australien
- 1922: Han, hun og Hamlet
- 1922: Dr. Mabuse, der Spieler (2 Teile)
- 1923: Byens Don Juan
- 1923: Peter Ligeglad paa Eventyr
- 1923: Sommerspøg og Rævestreger
- 1924: Professor Petersens Plejebørn
- 1924: Lille Lise Letpaataa
- 1925: Takt, Töne und Toren (Takt, Tone og Tosser)
- 1926: Don Quichote (Don Quixote)
- 1926: Ulvejægerne
- 1926: Die lustigen Vagabunden (Lykkehjulet)
- Ægtemand for en Time
- Mekanik-Pigen
- En Bryllupsrejse
- En Arrestation med Ekstraforplejning
- Kærlighed og Lotteri
- Dansegalskab
- Den tapre Svigermor
- Hvis er Barnet?
- Trolden i Æsken

### Regisseur
- 1917: En tro og villig Pige
- 1918: Det spøger i Villaen
- 1919: Et nydeligt Trekløver